# Mijael Beilin
Mijael Beilin (25 de abril de 1976) es un deportista israelí que compitió en lucha grecorromana. Ganó dos medallas de bronce en el Campeonato Mundial de Lucha entre los años 1999 y 2001, y una medalla de bronce en el Campeonato Europeo de Lucha de 2002.

## Palmarés internacional
| Campeonato Mundial | Campeonato Mundial    | Campeonato Mundial | Campeonato Mundial |
| Año                | Lugar                 | Medalla            | Categoría          |
| ------------------ | --------------------- | ------------------ | ------------------ |
| 1999               | El Pireo (Grecia)     | Medalla de bronce  | 66 kg              |
| 2001               | Patras (Grecia)       | Medalla de bronce  | 66 kg              |
| Campeonato Europeo |                       |                    |                    |
| Año                | Lugar                 | Medalla            | Categoría          |
| 2002               | Seinäjoki (Finlandia) | Medalla de bronce  | 66 kg              |